# Governo balneare

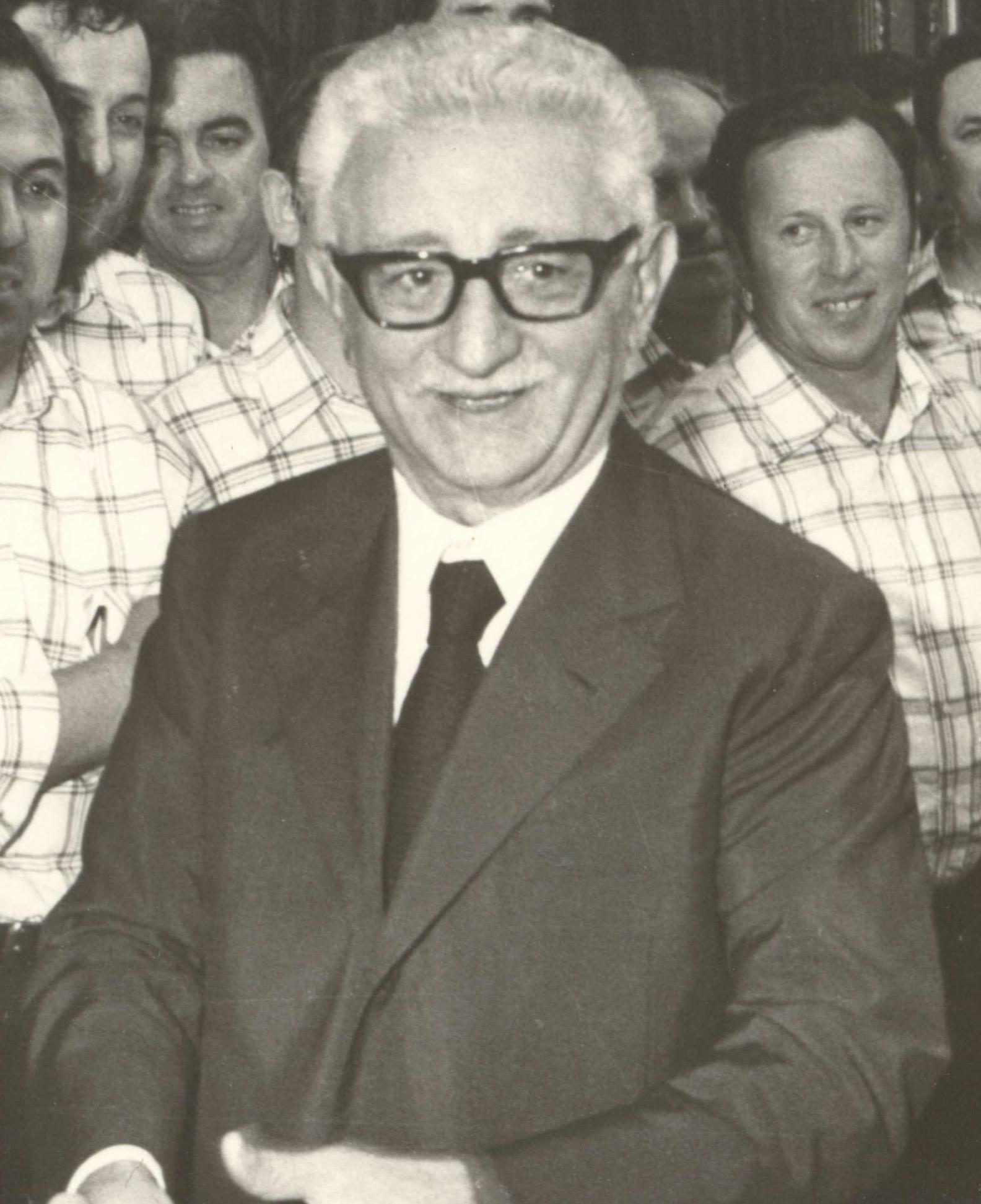
Giovanni Leone, primo ministro dell'omonimo esecutivo del 1963.

Governo balneare è un'espressione appartenente al gergo parlamentare italiano. Essa indica un esecutivo nato con un mandato a breve termine, di transizione e di decantazione, al fine di dare tregua con una "pausa estiva" a tensioni politiche particolarmente aspre all'interno di una maggioranza parlamentare.

## Terminologia e contesto
L'espressione nacque per descrivere il neonato primo governo Bonomi dell'estate 1921 e fu poi ripresa nel dibattito politico dalla crisi del governo De Gasperi VI (luglio 1951) in poi.
Pur essendo un'espressione gergale ampiamente usata, gli esecutivi italiani effettivamente nati in estate con un profilo di transitorietà sono stati il governo Pella, il quale tuttavia è ricordato come un «governo amministrativo», quelli formati da Giovanni Leone e il governo Rumor II, tutti governi nati tra giugno e agosto e durati dai quattro ai sei mesi circa.